# César Portillo de la Luz
César Portillo de la Luz (Ciudad de La Habana, 31 de octubre de 1922 - 4 de mayo de 2013) fue un guitarrista y compositor cubano.

## Biografía
Desde los 19 años se inicia en el canto acompañado de su guitarra. Durante la segunda mitad de los años cuarenta, Portillo de la Luz, junto a figuras como José Antonio Méndez, Rosendo Ruiz (hijo), Ñico Rojas, Ángel Díaz, Frank Domínguez, Aída Diestro y Elena Burke, entre otros, inician un nuevo género, con nuevos elementos expresivos y en el contexto de la canción trovadoresca cubana, bautizándolo con el nombre de Filin. El Filin venía a ser una manera particular de interpretación del bolero fuertemente influenciada armónicamente por el Jazz.
Por estos años, entre 1940 y 1950, su labor se hace ver dentro del ambiente trovadoresco, dándose a conocer en centros nocturnos y los cabarets de la capital cubana como el Sans-Souci y el Pico Blanco del Hotel St. John, quehacer artístico que ha mantenido hasta la actualidad. 
Algunas de sus obras conocidas son Contigo en la distancia y Tú mi delirio, Sabrosón, Noche cubana, Realidad y Fantasía y Canción de un festival.
Varios de sus temas han sido interpretados por Nat King Cole, Tito Rodríguez, Olga Guillot, Pedro Infante, Litto Nebbia, Tin Tan, José José, Pedro Vargas, Lucho Gatica, Sonia y Myriam, Fernando Fernández, Luis Miguel, Luis Mariano, Plácido Domingo, Christina Aguilera, Caetano Veloso, María Bethania, Astrud Gilberto, Soledad Bravo y la Orquesta Sinfónica de Londres entre muchos otros.